# Nombres 100 000 à 999 999
Cet article recense quelques entiers naturels ayant des propriétés remarquables et inclus dans l'intervalle allant de 100 000 à 999 999, tous deux inclus.

## Nombres dans l'intervalle (100 000-249 999)
- 100 000 - 105

- 100255 - nombre de Friedman
- 100525 - nombre de Friedman
- 107777 - plus petit entier requérant seize syllabes en anglais américain et dix-huit en anglais britannique
- 103680 - nombre hautement totient
- 103823 - joli nombre de Friedman
- 104976 - 184
- 105664 - nombre à moyenne harmonique entière
- 111111 - nombre uniforme
- 111221 - 5e terme de la Suite de Conway
- 111777 - plus petit entier requérant dix-sept syllabes en anglais américain et dix-neuf en anglais britannique
- 113634 - nombre de Motzkin
- 114689 - facteur premier du nombre de Fermat F12
- 115975 - nombre de Bell
- 177067 - plus petit nombre vampire premier
- 117649 = 76
- 117800 - nombre à moyenne harmonique entière
- 120284 - nombre de Keith
- 120960 - nombre hautement totient
- 121393 - nombre de Fibonacci
- 127777 - plus petit entier naturel requérant dix-huit syllabes en anglais américain et vingt en anglais britannique
- 127912 - nombre de Wedderburn-Etherington
- 129106 - nombre de Keith
- 130321 - 194
- 131071 - nombre de Mersenne premier
- 131072 = 217 (puissance de deux)
- 131361 - nombre de Leyland
- 135137 - nombre de Markov
- 142857 - nombre de Kaprekar, nombre Harshad, nombre cyclique
- 144000 - nombre avec une signification religieuse
- 147640 - nombre de Keith
- 148149 - nombre de Kaprekar
- 156146 - nombre de Keith
- 160000 - 204
- 161051 - 115
- 161280 - nombre hautement totient
- 161568 - le plus petit nombre somme de deux cubes d'entiers strictement positifs de cinq façons
- 167400 - nombre à moyenne harmonique entière
- 173600 - nombre à moyenne harmonique entière
- 174680 - nombre de Keith
- 174763 - nombre premier de Wagstaff
- 177147 = 311
- 177777 - plus petit entier requérant dix-neuf syllabes en anglais américain et vingt-et-une en anglais britannique
- 178478 - nombre de Leyland
- 181440 - nombre hautement totient
- 181819 - nombre de Kaprekar
- 183186 - nombre de Keith
- 187110 - nombre de Kaprekar
- 195025 - nombre de Pell, nombre de Markov
- 196418 - nombre de Fibonacci, nombre de Markov
- 196883 - la dimension de la plus petite représentation irréductible non triviale du groupe Monstre
- 196884 - le coefficient de q dans le développement en série de Fourier de la fonction j. L'adjacence de 196 883 et de 196 884 a été importante dans la suggestion de monstrous moonshine.
- 200000 - nombre rond
- 200923 - somme de tous les nombres premiers dans l'intervalle 1000 à 1999
- 207360 - nombre hautement totient
- 208012 - nombre de Catalan
- 208335 - plus grand nombre connu à la fois triangulaire et pyramidal carré
- 208495 - nombre de Kaprekar
- 222222 - nombre uniforme
- 237277 - nombre premier
- 237510 - nombre à moyenne harmonique entière
- 241920 - nombre hautement totient
- 242060 - nombre à moyenne harmonique entière
- 248832 - 125

## Nombres dans l'intervalle (250 000-499 999)
- 261119 - nombre de Carol
- 262144 = 218 (puissance de deux), factorielle exponentielle de 4
- 262468 - nombre de Leyland
- 263167 - nombre de Kynea
- 268705 - nombre de Leyland
- 272771 - nombre premier sexy avec 272777
- 272777 - nombre premier sexy avec 272771
- 274177 - facteur premier du nombre de Fermat F6
- 279936 = 67
- 293547 - nombre de Wedderburn-Etherington
- 294685 - nombre de Markov
- 298320 - nombre de Keith
- 300000 - nombre rond
- 310572 - nombre de Motzkin
- 312211 - 6e terme de la Suite de Conway
- 317811 - nombre de Fibonacci
- 318682 - nombre de Kaprekar
- 326981 - factorielle alternée
- 329967 - nombre de Kaprekar
- 332640 - nombre à moyenne harmonique entière
- 333333 - nombre uniforme
- 333667 - nombre premier cubain de la forme x = y + 1, nombre premier sexy avec 333673, nombre premier unique, le plus grand facteur premier de 111111111
- 333673 - nombre premier sexy avec 333667 et 333679
- 333679 - nombre premier sexy avec 333673
- 351352 - nombre de Kaprekar
- 355419 - nombre de Keith
- 356643 - nombre de Kaprekar
- 360360 - nombre à moyenne harmonique entière
- 362880 = 9!, nombre hautement totient
- 366383 - nombre premier
- 370261 - plus petit nombre premier qui suit un écart entre deux nombres premiers consécutifs de plus de 100
- 371293 = 135
- 389305 - nombre autodescriptif en base 7
- 390313 - nombre de Kaprekar
- 390625 = 58
- 397585 - nombre de Leyland
- 400000 - nombre rond
- 409113 - somme des factorielles de 1! à 9!
- 423393 - nombre de Leyland
- 444444 - nombre uniforme
- 461539 - nombre de Kaprekar
- 426389 - nombre de Markov
- 466830 - nombre de Kaprekar
- 470832 - nombre de Pell
- 483840 - nombre hautement totient
- 499393 - nombre de Markov
- 499500 - nombre de Kaprekar

## Nombres dans l'intervalle (500 000-749 999)
- 500000 - nombre rond
- 500500 - nombre de Kaprekar, somme des entiers de 1 à 1 000
- 509203 - nombre premier de Riesel
- 514229 - nombre de Fibonacci premier, nombre de Markov
- 524287 - nombre de Mersenne premier
- 524288 = 219 (puissance de deux)
- 524649 - nombre de Leyland
- 531441 = 312
- 533169 - nombre de Leyland
- 533170 - nombre de Kaprekar
- 537824 - 145
- 539400 - nombre à moyenne harmonique entière
- 545543 - nombre premier sexy avec 545549
- 545549 - nombre premier sexy avec 545543
- 555555 - nombre uniforme
- 600000 - nombre rond
- 646018 - nombre de Markov
- 666666 - nombre uniforme
- 676157 - nombre de Wedderburn-Etherington
- 678570 - nombre de Bell
- 694280 - nombre de Keith
- 695520 - nombre à moyenne harmonique entière
- 700000 - nombre rond
- 720720 - nombre colossalement abondant ; nombre hautement composé ; nombre hautement composé supérieur
- 725760 - nombre hautement totient
- 726180 - nombre à moyenne harmonique entière
- 742900 - nombre de Catalan

## Nombres dans l'intervalle (750 000-999 999)
- 753480 - nombre à moyenne harmonique entière
- 759375 - 155
- 777777 - nombre uniforme, plus petit entier requérant vingt syllabes en anglais américain et vingt-deux en anglais britannique
- 800000 - nombre rond
- 823543 = 77
- 832040 - nombre de Fibonacci
- 853467 - nombre de Motzkin
- 888888 - nombre uniforme
- 900000 - nombre rond
- 925765 - nombre de Markov
- 925993 - nombre de Keith
- 950976 - nombre à moyenne harmonique entière
- 967680 - nombre hautement totient
- 999999 - nombre uniforme et abondant